# 玉珠峰站
玉珠峰站位于中国青海省海西州格尔木市郭勒木德镇西大滩、玉珠峰国家登山训练基地附近，海拔4195米，于2006年7月1日随青藏铁路启用，由青藏铁路集团公司营运。车站原为无人驻守观景车站，原设有3条股道，设有一主一副两个站台，其中南站台为观景功能，被视为青藏铁路二期格尔木至拉萨段第一个设有观景台的车站。
2016年，为开办货运业务，车站新建2条到发线和设有3条装卸线的货场，2018年5月完工。2017年12月11日起，車站開始为加多宝昆仑山矿泉水服务。
未来车站将规划设立变电所和接触网工区。